# Martin Cecil, 7. Marquess of Exeter
William Martin Alleyne Cecil, 7. Marquess of Exeter (* 27. April 1909; † 12. Januar 1988), war ein englisch-kanadischer Peer, Viehzüchter und Religionsführer.

## Herkunft und Familie
Er war der zweite und jüngste Sohn des William Cecil, 5. Marquess of Exeter, aus dessen Ehe mit Myra Orde-Powlett. Als jüngerer Sohn eines Marquess führte er bis 1981 die Höflichkeitsanrede „Lord“ Martin Cecil.
Am 17. Januar 1934 heiratete er in erster Ehe die Ungarin Edith Csanady de Telegd († 1954). Sie hatten einen Sohn, Michael Anthony Cecil (* 1935), den späteren 8. Marquess of Exeter. Am 3. September 1945 heiratete er in zweiter Ehe Lillian Johnson. Mit ihr hatte er zwei Töchter, Lady Marina June Brownlow-Cecil (* 1956) und Janine Dawn Brownlow-Cecil (1958–1958).

## Karriere
Er besuchte des Britannia Royal Naval College in Dartmouth und diente anschließend im Rang eines Sub-Lieutenant in der Royal Navy.
Nach seiner Militärzeit wurde er ein bekannter kanadischer Viehzüchter, ab 1930 auf der von seinem Vater übernommenen Ranch in 100 Mile House in British Columbia.

## Peerage
Als 1981 sein älterer Bruder David Cecil, 6. Marquess of Exeter, starb, erbte er dessen Adelstitel als Marquess of Exeter, Earl of Exeter und Baron Burghley. Sein Bruder hatte vier Töchter, aber sein einziger Sohn war jung gestorben. Mit den Adelstiteln war ein Sitz im britischen House of Lords verbunden.
Als William Martin Alleyne Cecil am 12. Januar 1988 starb, erbte sein einziger Sohn Michael seine Adelstitel.

## Emissaries of Divine Light
1954 wurde Cecil Leiter der Kirche Emissaries of Divine Light. Er verbrachte mehrere Monate im Jahr am internationalen Hauptsitz auf der Sunrise Ranch, Loveland, Colorado.